# Калињинградски трамвај
Калињинградски трамвај је најзападнији и најстарији систем јавног трамвајског превоза у Русији. Први трамвај пуштен је у саобраћај 1881. године. У почетку су се као погон користили коњи, а прва електрична линија уведена је 1885. Калињинградски трамвајски систем има укупну дужину шина од 46,34 km и 2 трамвајских линија. 
Власник калињинградског трамваја је Калининград-ГорТранс, који такође води тролејбуске линије.
Ширина колосека је 1000 mm. Напон контактне мреже износи 600 V.

## Возни парк
- Tatra KT4SU − 25 трамваја
- Tatra KT4D − 10 трамваја
- Tatra T4D − 1 трамвај
- Düwag GT6 − 1 трамвај
- PESA Swing (121NaK) − 1 трамвај

## Линије
| Линија | Tраса | Tраса |
| ------ | ----- | ----- |
| 3      | рус.  | рус.  |
| -      | рус.  | рус.  |